# Национальная опера «Эстония»
Национа́льная о́пера «Эсто́ния» (эст. Rahvusooper Estonia) — театр оперы и балета в столице Эстонии, Таллине, ведущий свою историю с 1865 года. 

## История
В 1865 году в Ревеле было основано музыкально-певческое общество «Эстония», первая пьеса была сыграна в 1871 году. С 1895 года начали ставиться водевили, народные спектакли и комедии.

## Здание

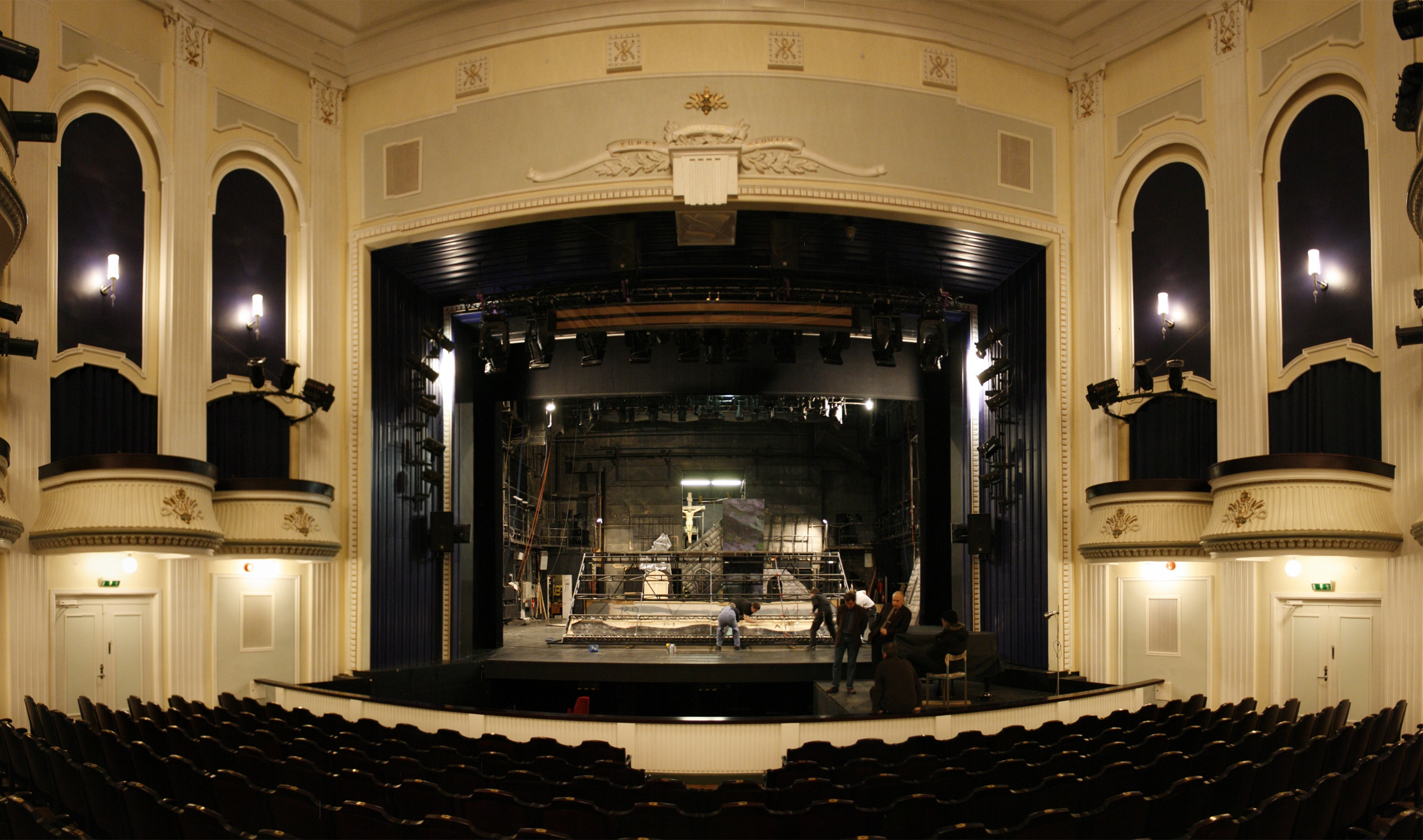
Театральный зал

Проект здания Национальной оперы (Театр «Эстония») в стиле модерн был разработан финскими архитекторами Армасом Линдгреном и Виви Лённ. Здание было построено в 1913 году и открыто для публики 24 августа. В то время это было самое большое здание в Ревеле (Таллине).
С началом Первой мировой войны в концертном зале был размещён военный госпиталь.
19 февраля 1918 года в здании оперы был создан Комитет спасения Эстонии, 23 апреля 1919 года здесь собрался первый парламент Эстонии — Учредительное Собрание Эстонской республики.
Разрушенное в годы Великой Отечественной войны здание восстановили во второй половине 1940-х годов (с сохранением оригинального фасада со стороны бульвара Эстония) по проекту эстонских архитекторов Алара Котли и Эдгара Куузика, интерьеры оформил Гарибальди Поммер. 

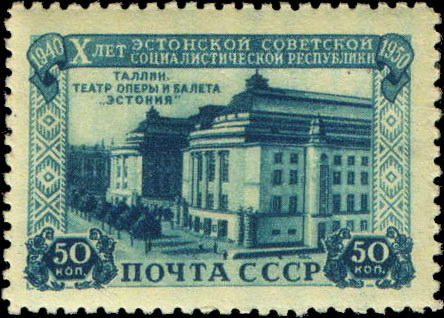
Почтовая марка СССР, посвящённая 10-летию Эстонской ССР. Таллин. Театр оперы и балета «Эстония», 1950

## Драматические постановки
В начале XX века на сцене появляются серьёзные драматические спектакли. В 1906 году по инициативе постановщиков и актёров Пауля Пинна и Теодора Альтермана при обществе «Эстония» был создан профессиональный театр «Эстония», а затем, в 1908 году был основан Эстонский театр «Эстония». Драматическую труппу театра с 1918 года возглавлял актёр и постановщик Антс Лаутер. Драматические спектакли в «Эстонии» играли до 1949 года, когда драматическая труппа была распущена, и «Эстония» стала только музыкальным театром.

## Опера и оперетта
В 1906 году на работу был принят первый музыкальный руководитель — Отто Герман, в 1907 году состоялась премьера первой оперетты — «Мадемуазель Нитуш» Флоримона Эрве.
27 ноября 1908 года на сцене театра впервые была поставлена опера — «Ночной лагерь в Гранаде» Конрадина Крейцера. Главные партии приглашённые из Петербурга Берта Францке и Иоханнес Тинн-Фелински, из солистов театра в постановке участвовал Пауль Пинна, а дирижировал Адальберт Виркхаус. Первый спектакль получил благожелательные отзывы критиков.
В сезоне 1918—1919 гг. оперы постоянно были в репертуаре театра. В 1911 году в театре впервые была поставлена эстонская оперетта — «Иванова ночь» Адальберта Виркхауса. В 1912 году были основаны Музыкальный отдел «Эстонии», который занялся организацией концертов, и смешанный хор, который под руководством дирижёра Аугуста Топмана стал хором высокого уровня, исполняющим оратории. В 1928 году на сцене состоялась премьера первой эстонской оперы — это были «Викерцы» Эвальда Аава. Славу оперетте «Эстонии» принесли блестящие постановки Агу Людика, который был постановщиком в 1920—1944 годах.
Постановщиками опер были: Ханно Компус (в 1927—1946 гг. с перерывами), Эйно Уули (в 1937—1951 гг. с перерывами), Пауль Мяги (1954—1961, с 1958 года — главный режиссёр), Удо Вяльяотс (1970—1979, главный режиссёр с 1977 г.), Арне Микк (с 1970 года, главный режиссёр в 1977—1994 гг., творческий руководитель в 2002—2004 годах), Неэме Кунингас (с 1985 г., главный постановщик в 1994—2002 гг.) и др.

## Балет
В 1922 году на сцене театре состоялся первый балетный спектакль — «Коппелия» Лео Делиба, поставленный Викториной Кригер. В 1926 году хореограф Рахель Ольбрей основала в театре постоянную балетную труппу, которой руководила до 1944 года. Балетные спектакли стали регулярно ставиться в 1930-х годах, а в 1944 году был поставлен первый эстонский балет — «Домовой» Эдуарда Тубина.
Балетмейстерами театра были Анна Экстон (1944—1951), Виктор Пяри (1956—1964), Энн Суве (1966—1973, главный балетмейстер с 1969 г.), Май Мурдмаа (1964—2001, главный балетмейстер с 1974 года).
Художественным руководителем балетной труппы начиная с сезона 2001/2002 является Тийт Хярм.
В 2010 году солисты Национального балета Эстонии Ольга Малиновская и Артём Максаков были признаны одними из лучших танцоров в мире на основании результатов опроса мировых балетных критиков, организованного британским журналом «Dance Europe».

## Солисты
Имена известных солистов приведены в Категория:Персоналии:Национальная опера «Эстония».

## Вторая мировая война и послевоенные годы
Театр был связан с обществом «Эстония» до 1940 года, когда общество, как «буржуазный пережиток», было распущено, и театр национализирован. 9 марта 1944 года, когда город был оккупирован войсками нацистской Германии, во время советского авианалёта здание театра и концертного зала было разрушено. До открытия театра после его восстановления в 1947 году, спектакли играли в помещении кинотеатра «Глория Палас» (в настоящее время там находится Русский театр Эстонии).
В 1956 году Государственный академический театр оперы и балета «Эстония» был награждён Орденом Трудового Красного Знамени.

## Название театра
В течение времени у театра было много названий: Театр оперы и балета «Эстония», Государственный театр оперы и балета Эстонской ССР и др.
С 1998 года театр официально называется Национальная опера «Эстония» и существует как открытый правовой институт в соответствии с принятым в 1997 году (изменённым в 2002 г.) Законом о Национальной опере.

## Главные дирижёры и музыкальные руководители театра
- Отто Герман (1906—1907)
- Адальберт Виркхауз (1908—1912)

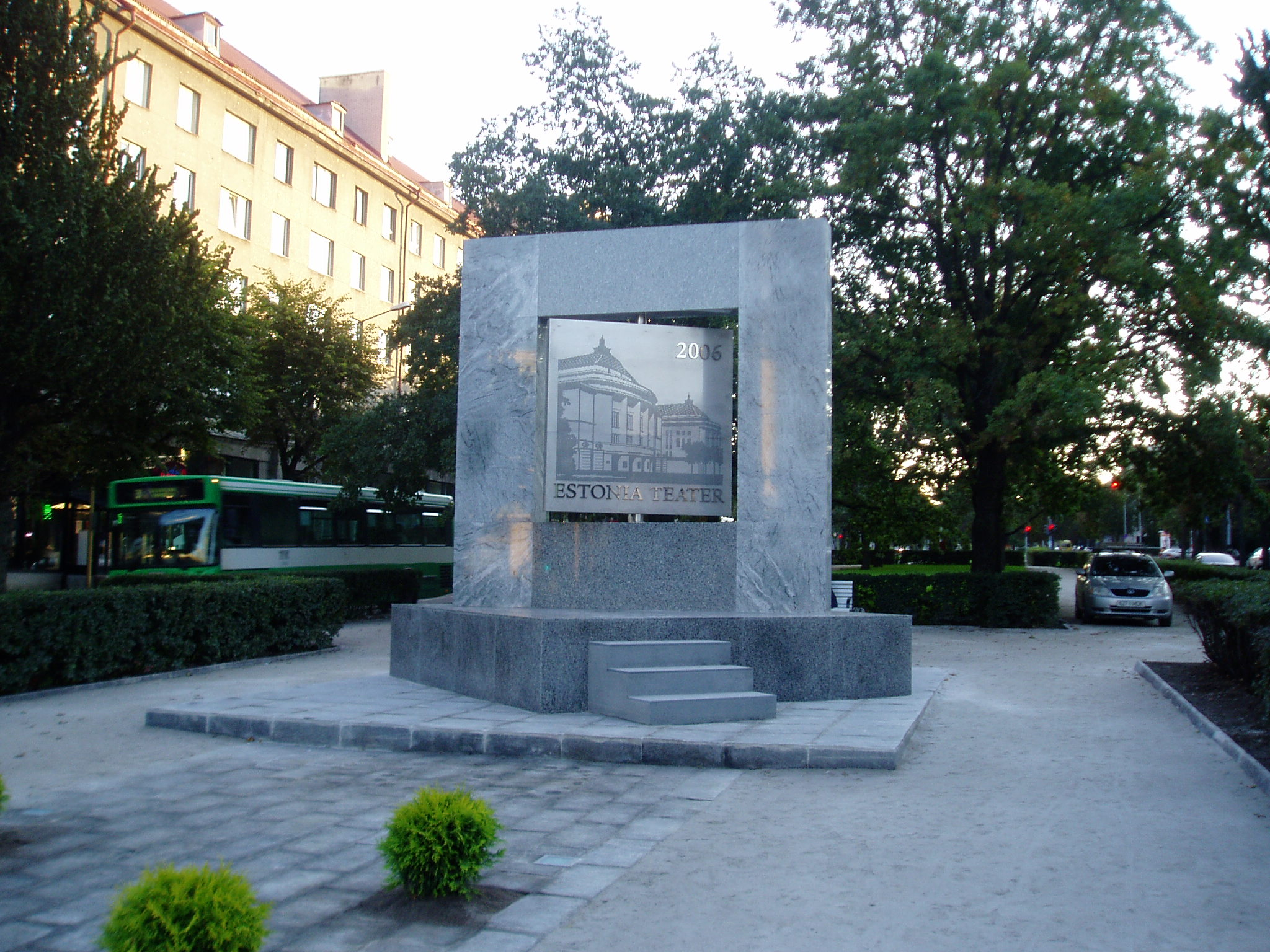
Памятный знак к 100-летию театра «Эстония» в Таллине, автор Тийу Кирсипуу

- Раймунд Кулль (1912—1920) — главный дирижёр, затем музыкальный руководитель
- Юхан Аавик (1925—1933)
- Вернер Нереп (1942—1944)
- Прийт Нигула (1942—1951)
- Кирилл Раудсепп (1951—1963)
- Неэме Ярви (1963—1975)
- Эри Клас (1975—1994)
- Пауль Мяги (1995—2002, с 1998 года — творческий руководитель)
- Юри Альпертен (2002—2004)
- Арво Вольмер (творческий руководитель, начиная с сезона 2004/2005)

Генеральный директор Пауль Химма (с 1994 г.), с ноября 2004 года представляет Эстонию в организации оперных театров и фестивалей «Opera Europa».

## Известные постановки
Оперы
- 1969 — «Барбара фон Тизенгаузен» (Э. Тубин)
- 1970 — «Кола Брюньон» (Д. Б. Кабалевский)
- 1970 — «Кавалер розы» (Р. Штраус)
- 1971 — «Турок в Италии» (Д. Россини)
- 1973 — «Саломея» (Р.Штраус)
- 1973 — «Грушевое дерево» (Л. Нормет)
- 1975 — «Сирано де Бержерак» (Э. Тамберг)
- 1976 — «Аттила» (Д. Верди)

Балеты
- 1970 — «Гаянэ» (А. Хачатурян)
- 1971 — «Joanna tentata» (Э. Тамберг)
- 1971 — «Лебединый полёт» (В. Тормис)
- 1973 — «Блудный сын» (С. С. Прокофьев)
- 1973 — «Анна Каренина» (Р. К. Щедрин)
- 1976 — «Антоний и Клеопатра» (Э. Л. Лазарев)

Оперетты и мюзиклы
- 1969 — «Пеппи Длинныйчулок» (Ю. Винтер и Ю. Раудмяэ)
- 1971 — «Человек из Ламанчи» (М. Ли)
- 1973 — «Девичий переполох» (Ю. С. Милютин)

## Членство в международных организациях
Национальная опера «Эстония» является членом следующих объединений:
- Организация оперных театров и фестивалей Opera Europa
- RESEO

## Актуальная статистика и доходы
В 2008 году выручка Национальной оперы «Эстония» от продажи билетов на концерты и спектакли составила 26 млн эстонских крон (1.662 млн евро), что на 37 % больше, чем в 2007 году.
Всего в 2008 году для 140 тыс. зрителей, посетивших оперу, было исполнено 387 спектаклей и концертов. Самыми любимыми спектаклями прошедшего сезона стали оперы «Риголетто» и «Тоска», балеты «Белоснежка и 7 гномов» и «Лебединое озеро» и мюзикл «Моя прекрасная леди». Театр осуществляет также постановки редких опер «XX века, не рассчитанных на коммерческий успех. В 2014 году здесь была поставлена редко звучащая последняя опера Пауля Хиндемита Долгий рождественский ужин».